# Comuna Bucșani, Giurgiu
Bucșani este o comună în județul Giurgiu, Muntenia, România, formată din satele Anghelești, Bucșani (reședința), Goleasca, Obedeni, Podișor, Uiești și Vadu Lat.

## Așezare
Comuna se află în zona de nord-vest a județului, pe malurile Neajlovului, în zona unde acesta primește apele afluentului Dâmbovnic. Este străbătută de șoseaua națională DN61, care leagă Ghimpați (și DN6) de Găești. La Bucșani, acest drum se intersectează șoseaua județeană DJ412C, care duce spre vest la Mârșa și spre est la Ogrezeni. Prin comună trece și calea ferată București-Videle, pe care este deservită de stația Vadu Lat și de halta de călători Anghelești.

## Demografie
Componența etnică a comunei Bucșani
     Români (91,02%)
     Alte etnii (8,98%)
Componența confesională a comunei Bucșani
     Ortodocși (90,76%)
     Alte religii (0,66%)
     Necunoscută (8,58%)
Conform recensământului efectuat în 2021, populația comunei Bucșani se ridică la 3.462 de locuitori, în scădere față de recensământul anterior din 2011, când fuseseră înregistrați 3.906 locuitori. Majoritatea locuitorilor sunt români (91,02%). Din punct de vedere confesional, majoritatea locuitorilor sunt ortodocși (90,76%), iar pentru 8,58% nu se cunoaște apartenența confesională.

## Politică și administrație
Comuna Bucșani este administrată de un primar și un consiliu local compus din 13 consilieri. Primarul, Dan Păsat[*], de la Partidul Național Liberal, este în funcție din octombrie 2020. Începând cu alegerile locale din 2024, consiliul local are următoarea componență pe partide politice:
|  | Partid                    | Consilieri | Componența Consiliului | Componența Consiliului | Componența Consiliului | Componența Consiliului | Componența Consiliului | Componența Consiliului | Componența Consiliului | Componența Consiliului | Componența Consiliului | Componența Consiliului |
|  | ------------------------- | ---------- | ---------------------- | ---------------------- | ---------------------- | ---------------------- | ---------------------- | ---------------------- | ---------------------- | ---------------------- | ---------------------- | ---------------------- |
|  | Partidul Național Liberal | 10         |                        |                        |                        |                        |                        |                        |                        |                        |                        |                        |
|  | Partidul Social Democrat  | 3          |                        |                        |                        |                        |                        |                        |                        |                        |                        |                        |

## Istorie
La sfârșitul secolului al XIX-lea, comuna făcea parte din plasa Glavacioc-Neajlov a județului Vlașca, era formată din satele Bucșanii de Jos, Bucșanii de Sus și Podișor, având în total 1172 de locuitori. Existau în comuna Bucșani o moară („a Frăsinenilor”) pe Neajlov, două biserici și două școli cu 44 de elevi (dintre care 9 fete). La acea vreme, pe teritoriul actual al comunei mai funcționau în aceeași plasă și comunele Obedeni, Uiești-Goleasca și Uiești-Moșteni. Comuna Obedeni, era reședința plășii și avea în compunere satele Anghelești, Bucșanii de Jos, Obedeanca, Pârlita și Vadu Lat, cu 1279 de locuitori. În comuna Obedeni existau o biserică și o școală primară mixtă cu 47 de elevi (dintre care 3 fete). Comuna Uești-Goleasca, cu satele Uești-Golești și Popeasca-Ciupagea avea 744 de locuitori, o biserică, o școală mixtă și o moară pe Dâmbovnic. Comuna Uești-Moșteni avea doar satul de reședință cu 244 de locuitori, și o biserică.
Anuarul Socec din 1925 consemnează comunele în plasa Argeș a aceluiași județ. Comuna Bucșani avea 1548 de locuitori și aceeași alcătuire; comuna Obedeni avea 1782 de locuitori în satele Obedeni, Vadu Lat și în cătunul Anghelești; în timp ce comunele Uești-Goleasca și Uești-Moșteni fuseseră comasate sub numele de Goleasca, aceasta având 1396 de locuitori în satele Goleasca și Ueștii Moșteni.
În 1950, comunele au fost transferate raionului Crevedia și apoi (după 1952) raionului Videle din regiunea București, în timp fiind comasate și formând comuna Bucșani. Comuna Bucșani a trecut cu ocazia reformei administrative din 1968 la județul Ilfov. În 1981, o reorganizare administrativă regională a dus la transferarea comunei la județul Giurgiu.

## Monumente istorice

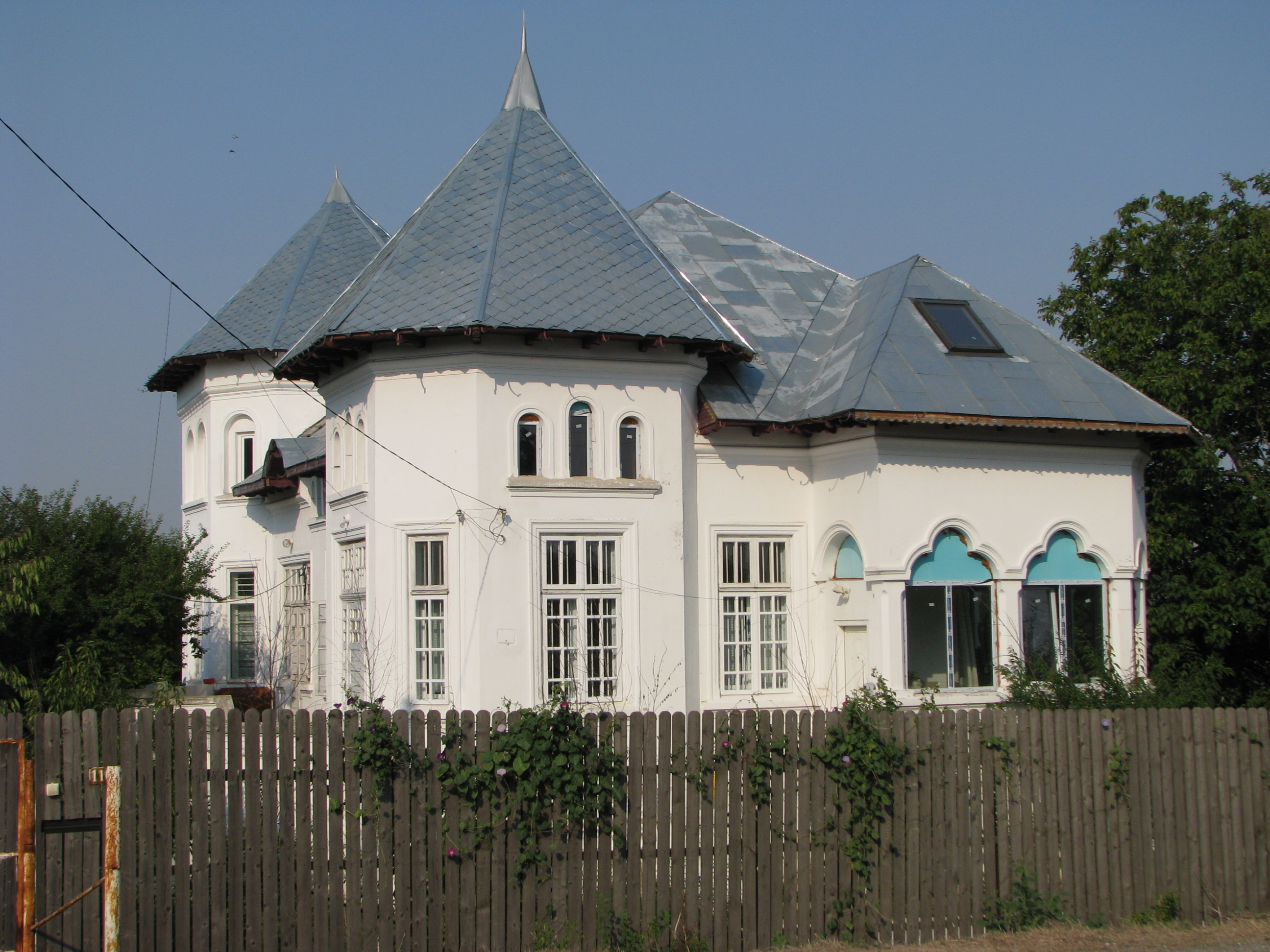
Conacul Hristodor Ionescu, monument istoric

Treisprezece obiective din comuna Bucșani sunt incluse în lista monumentelor istorice din județul Giurgiu ca monumente de interes local. Unul dintre ele este un sit arheologic, aflat „la Pod”, la marginea satului Bucșani în dreptul intrării dinspre Vadu Lat, unde s-a găsit un tell neolitic aparținând culturii Gumelnița. Celelalte douăsprezece sunt clasificate ca monumente de arhitectură: vechea primărie (începutul secolului al XX-lea); biserica „Sfântul Nicolae” (1836); școala veche (începutul secolului al XX-lea); conacul Hristodor Ionescu (începutul secolului al XX-lea); casa Stan Cangea (1933, fost cămin cultural); conacul C. Angelescu (începutul secolului al XX-lea), toate din satul Bucșani; biserica „Nașterea Maicii Domnului” (1816); conacul Pascale Iagăr (începutul secolului al XX-lea), ultimele două din satul Goleasca; biserica „Adormirea Maicii Domnului” (1839) din satul Obedeni; spitalul (1897); conacul Radu Iliescu (1900); și conacul Iova Ghiuresici (secolul al XIX-lea), ultimele trei din satul Vadu Lat.

## Personalități născute aici
- Stelian Badea (n. 1958), fotbalist.